# Memorial Address
| Recensione | Giudizio |
| ---------- | -------- |
| HMV Japan  |          |

Memorial Address è un EP (commercializzato in Giappone come "mini-album") della cantante giapponese Ayumi Hamasaki. È stato il mini-album più venduto in Giappone di una cantante donna, con oltre un milione di copie vendute (precisamente 1.220.000 secondo la RIAJ), aggiudicandosi la certificazioni di disco di diamante (denominata "Million" in Giappone). Il disco è stato reso disponibile in due formati, CD o CD più DVD, entrambe pubblicate il 17 dicembre 2003. Al 2008, Memorial Address è il duecentocinquantesimo album più venduto in Giappone.

## Tracce
CD
1. Angel's Song - 4:56 (Ayumi Hamasaki, Tetsuya Yukumi, HΛL)
2. Greatful Days - 4:37 (Ayumi Hamasaki, Bounceback, HΛL)
3. Because of You - 5:20 (Ayumi Hamasaki, Bounceback, HΛL)
4. Ourselves - 4:31 (Ayumi Hamasaki, Bounceback, CMJK)
5. Hanabi: Episode II - 4:53 (Ayumi Hamasaki,D.A.I, tasuku)
6. No Way to Say - 4:43 (Ayumi Hamasaki, Bounceback, HΛL)
7. Forgiveness - 5:49 (Ayumi Hamasaki, D.A.I, CMJK)
8. Memorial Address (take 2 version) - 3:56 (Ayumi Hamasaki, Tetsuya Yukumi, Love Sound Track)

DVD
1. Angel's Song (Videoclip)
2. Greatful Days (Videoclip)
3. Because of You (Videoclip)
4. Ourselves (Videoclip)
5. Hanabi: Episode II (Videoclip)
6. No Way to Say (Videoclip)
7. Forgiveness (Videoclip)
8. Special Digest from A Museum: 30th Collection Live

## Classifiche
| Classifica                       | Posizione raggiunta |
| -------------------------------- | ------------------- |
| Giappone (Oricon Daily Charts)   | 1                   |
| Giappone (Oricon Weekly Charts)  | 1                   |
| Giappone (Oricon Monthly Charts) | 1                   |
| Giappone (Oricon Yearly Charts)  | 5                   |
| World Albums Top 40              | 3                   |

## Date di Pubblicazione
| Nazione  | Data             | Formato                      | Etichetta   |
| -------- | ---------------- | ---------------------------- | ----------- |
| Giappone | 17 dicembre 2003 | CD, CD+DVD, Digital Download | Avex Trax   |
| Taiwan   | 19 dicembre 2003 | CD, CD+DVD                   | Avex Taiwan |
| Giappone | 21 marzo 2012    | Playbutton                   | Avex Trax   |